# Badidae
Famille
Les Badidae sont une famille de poissons d'eau douce asiatiques de l'ordre des Anabantiformes.

## Liste des genres
Selon World Register of Marine Species (24 décembre 2024) :
- Badis Bleeker, 1853
- Dario Kullander & Britz, 2002

## Systématique
Le nom valide complet (avec auteur) de ce taxon est Badidae Barlow, Liem (d) & Wickler, 1968.
Cette famille n'est pas reconnue par ITIS qui place les genres Badis et Dario sous Perciformes → Percoidei → Nandidae.